# Dristner
Dristner är en bergstopp i Österrike.   Den ligger i distriktet Schwaz och förbundslandet Tyrolen, i den västra delen av landet, 400 km väster om huvudstaden Wien. Toppen på Dristner är 2 739 meter över havet, eller 285 meter över den omgivande terrängen. Bredden vid basen är 1,0 km.
Terrängen runt Dristner är huvudsakligen mycket bergig. Närmaste större samhälle är Mayrhofen, 6,2 km norr om Dristner. 
Trakten runt Dristner består i huvudsak av gräsmarker. Runt Dristner är det ganska glesbefolkat, med 42 invånare per kvadratkilometer.